# Cholame
Cholame (IPA: [ʃəˈlæm]) è un'area non incorporata degli Stati Uniti d'America situata nella contea di San Luis Obispo, in California. Si trova a circa 1 km dalla faglia di Sant'Andrea ed è servita dalla strada statale State Route 41.
Verso la metà del XIX secolo, la cittadina era un ranch di proprietà di indiani nativi del luogo. Nel 1867, il ricco imprenditore William Welles Hollister acquistò tale ranch e nel 1966 la proprietà venne venduta all'azienda statunitense Hearst Corporation.